# A Gyilkos elmék: Alapos gyanú epizódjainak listája
Ez a lap a Gyilkos elmék: Alapos gyanú című sorozat epizódjait tartalmazza. A sorozat 2011. február 16-án indult a CBS televíziós csatornán az Amerikai Egyesült Államokban, 1 évad után végleg befejeződött. Magyarországon az AXN vetítette szintén 2011-ben.

## Áttekintés
| Évad | Évad | Részek száma | Részek száma | Eredeti sugárzás  | Eredeti sugárzás | Eredeti adó | Magyar sugárzás  | Magyar sugárzás  | Magyar adó |
| Évad | Évad | Részek száma | Részek száma | Évadbemutató      | Évadzáró         | Eredeti adó | Évadbemutató     | Évadzáró         | Magyar adó |
| ---- | ---- | ------------ | ------------ | ----------------- | ---------------- | ----------- | ---------------- | ---------------- | ---------- |
|      | 1.   | 13           | 13           | 2011. február 16. | 2011. május 25.  | CBS         | 2011. április 6. | 2011. június 29. | AXN        |

## Első évad (2011)
| Sor. | Év. | Cím                                            | Rendező              | Író                        | Premier                             | Nézettség    |
| --- | --- | ---------------------------------------------- | -------------------- | -------------------------- | ----------------------------------- | ------------ |
| 1. | 1.  | Két egyforma (Two of a Kind)                   | John Terlesky        | Rob Fresco                 | 2011. február 16. 2011. április 6.  | 13,06 millió |
| Cooper és csapata egy sorozatos gyerekrablási ügyön dolgozik Clevelandben.                                                                                      |     |                                                |                      |                            |                                     |              |
| 2. | 2.  | Magányos szívek (Lonely Heart)                 | Michael Watkins      | Shintaro Shimosawa         | 2011. február 23. 2011. április 13. | 9,81 millió  |
| A csapat ezúttal Cincinnatibe tart, hogy előkerítsék azt a gyilkost, aki drága hotelekben megszálló, egyedülálló üzletembereket öl.                             |     |                                                |                      |                            |                                     |              |
| 3. | 3.  | Látod nincs ördög (See No Evil)                | Rob Spera            | Barry Schindel             | 2011. március 2. 2011. április 20.  | 10,36 millió |
| Cooper és csapata a Tucson-i rendőrségnek segít egy áldozatai szemét begyűjtő gyilkos kézre kerítésében.                                                        |     |                                                |                      |                            |                                     |              |
| 4. | 4.  | Orvlövész (One Shot Kill)                      | Terry McDonough      | Rob Fresco                 | 2011. március 9. 2011. április 27.  | 9,12 millió  |
| Egy sorozatos orvlövész chicagói lakosokra vadászik, amikor Mick és a team is látóterébe kerül.                                                                 |     |                                                |                      |                            |                                     |              |
| 5. | 5.  | Tűz van (Here Is the Fire)                     | Andrew Bernstein     | Chris Mundy , Ian Goldberg | 2011. március 16. 2011. május 4.    | 10,33 millió |
| Amikor egy kisvárosban csőbomba robban, Cooper és csapata a sorozatos robbantó nyomába ered, hogy megtalálják, mielőtt az újra lecsapna.                        |     |                                                |                      |                            |                                     |              |
| 6. | 6.  | Odaadás (Devotion)                             | Stephen Cragg        | Shintaro Shimosawa         | 2011. március 23. 2011. május 11.   | 8,80 millió  |
| Cooper és titkos csoportja ezúttal egy olyan sorozatgyilkost keres, aki az országban utazva felakasztja áldozatait.                                             |     |                                                |                      |                            |                                     |              |
| 7. | 7.  | Jane (Jane)                                    | Rob Hardy            | Glen Mazzara               | 2011. március 30. 2011. május 18.   | 9,53 millió  |
| Egy sorozatos emberrablási ügy különösen fontossá válik a csapat számára, amikor az üldözött gyilkos egyik áldozatát nem sikerül azonosítani.                   |     |                                                |                      |                            |                                     |              |
| 8. | 8.  | Füstifecske (Nighthawk)                        | Dwight Little        | Ian Goldberg               | 2011. április 6. 2011. május 25.    | 9,12 millió  |
| Miután egy sorozatgyilkos leírása három Oklahoma City-beli lakó külsejére is illik, Cooper és a csapat kapcsolatot keres köztük.                                |     |                                                |                      |                            |                                     |              |
| 9. | 9.  | Az elnyomó (Smother)                           | Phil Abraham         | Joy Blake , Melissa Blake  | 2011. április 13. 2011. június 1.   | 9,96 millió  |
| Cooper és a csapat egy fiatal anyukákra vadászó sorozatos emberrablót keres.                                                                                    |     |                                                |                      |                            |                                     |              |
| 10. | 10. | Itt az idő (The Time Is Now)                   | Tim Matheson         | Joy Blake , Melissa Blake  | 2011. május 4. 2011. június 8.      | 8,83 millió  |
| Cooper Beth-re bízza a döntéseket, mialatt egy halálra ítélt nő ügyében tanúskodik.                                                                             |     |                                                |                      |                            |                                     |              |
| 11. | 11. | Elveszett lányok (Strays)                      | Anna J. Foerster     | Chris Mundy , Glen Mazzara | 2011. május 11. 2011. június 15.    | 9,31 millió  |
| Az FBI igazgató, Jack Fickler arra kéri a titkos csapatot, hogy keressék meg egy szövetségi bíró eltűnt lányát.                                                 |     |                                                |                      |                            |                                     |              |
| 12. | 12. | A kék maszkos lány (The Girl in the Blue Mask) | Félix Alcalá         | Mark Richard               | 2011. május 18. 2011. június 22.    | 8,46 millió  |
| Cooper és csapata az áldozatai arcát eltorzító gyilkost keresi.                                                                                                 |     |                                                |                      |                            |                                     |              |
| 13. | 13. | Halál ezer vágással (Death by a Thousand Cuts) | Edward Allen Bernero | Ian Goldberg               | 2011. május 25. 2011. június 29.    | 7,25 millió  |
| Cooper és egysége egy lövöldözőt keres, aki zsúfolt helyeken, véletlenszerűen szedi áldozatait. Beth és Prophet beépül, amely során Beth élete veszélybe kerül. |     |                                                |                      |                            |                                     |              |